# Mario vs. Donkey Kong : Le Retour des Mini !
 (mars 2020).
Si vous disposez d'ouvrages ou d'articles de référence ou si vous connaissez des sites web de qualité traitant du thème abordé ici, merci de compléter l'article en donnant les références utiles à sa vérifiabilité et en les liant à la section « Notes et références ».
Mario vs. Donkey Kong : Le Retour des Mini ! (マリオVSドンキーコング ミニミニ再行進!, Mario tai Donkī Kongu Mini Mini sai Kōshin!) est un jeu vidéo de réflexion pour la Nintendo DSi. Annoncé à l'E3 2009, il est le troisième jeu de la série Mario vs. Donkey Kong. Il est sorti par l'intermédiaire du service de téléchargement DSiWare en Amérique du Nord le 8 juin 2009, en Europe le 21 août 2009 et au Japon le 7 octobre 2009. Il est le premier jeu DSiWare à disposer d'un éditeur de niveau dans lequel les joueurs peuvent créer des niveaux sur mesure et les envoyer aux autres joueurs via la communication sans fil DS.

## Scénario
Mario et Pauline ont ouvert un stand de Mini-Mario et autres versions miniatures de personnages de Nintendo. Donkey Kong veut en acheter un. Mais il est le 101e client et le stand ferme après la visite du 100e client. Furieux, le singe va kidnapper Pauline et Mario devra la sauver avec ses Mini-Mario.